# توني غالفين
توني غالفين (بالإنجليزية: Tony Galvin)‏ ، من مواليد 12 يوليو 1956، لاعب كرة قدم إيرلندي سابق.
لعب مع منتخب إيرلندا لكرة القدم.

## روابط خارجية
- توني غالفين على موقع الاتحاد الأوربي (الإنجليزية)
- توني غالفين على موقع قاعدة بيانات كرة القدم.إي يو (الإنجليزية)
- توني غالفين على موقع ناشيونال فوتبول تيمز (الإنجليزية)
- توني غالفين على موقع عالم كرة القدم.نت (الإنجليزية)